# استان گوالبرتو ویلاروئل
استان گوالبرتو ویلاروئل (به اسپانیایی: Provincia de Gualberto Villarroel) یکی از استان‌های بولیوی در بولیوی است که در شهرستان لاپاز (بولیوی) واقع شده‌است. استان گوالبرتو ویلاروئل ۱٬۹۳۵ کیلومتر مربع مساحت و ۱۷٬۷۸۲ نفر جمعیت دارد.